# One Nation Underground
One Nation Underground es el tercer álbum lanzado por Ill Niño, y último álbum de estudio lanzado a través de Roadrunner Records. El álbum debutó en el n.º 101 en el Billboard Top 200 con ventas en la primera semana cerca de 11 000 copias. Sus ventas de aproximadamente 100 000 están muy por debajo de las ventas del álbum Confession.
El álbum cuenta con varios elementos e influencias de metalcore, groove metal y hasta metal tribal.

## Lista de canciones
Toda la música compuesta por Ill Niño. 
| One Nation Underground |                                         |          |  |
| N.º                    | Título                                  | Duración |  |
| 1.                     | «This Is War»                           | 3:46     |  |
| 2.                     | «My Resurrection»                       | 2:55     |  |
| 3.                     | «What You Deserve»                      | 3:00     |  |
| 4.                     | «Turns to Gray» (Featuring Jamey Jasta) | 3:23     |  |
| 5.                     | «De La Vida»                            | 4:04     |  |
| 6.                     | «La Liberación of Our Awakening»        | 3:44     |  |
| 7.                     | «All I Ask For»                         | 3:39     |  |
| 8.                     | «Corazón of Mine»                       | 3:30     |  |
| 9.                     | «Everything Beautiful»                  | 3:14     |  |
| 10.                    | «In This Moment»                        | 3:23     |  |
| 11.                    | «My Pleasant Torture»                   | 4:29     |  |
| 12.                    | «Barely Breathing»                      | 1:05     |  |
| 13.                    | «Violent Saint»                         | 3:46     |  |
| 43:58                  |                                         |          |  |

| Tema extra japonés |              |          |  |
| N.º                | Título       | Duración |  |
| 14.                | «Frustrated» | 4:17     |  |
| 4:17               |              |          |  |

Notes:
- Cuando el grupo anunció la lista de canciones para este álbum, no fue una versión de la canción de Peter Gabriel "Red Rain" en el álbum, de la pista 13. Que fue cortada de la versión oficial, aunque después fue lanzado en The Undercover Sessions. La canción instrumental "Barely Breathing" fue agregado a la versión oficial de su lugar.
- La versión japonesa contiene un tema extra llamado "Frustrated".
- Las canciones "All I Ask For" y "Everything Beautiful" son tocadas en Ghost Recon Advanced Warfighter para Xbox 360.

## Personal
Cristian Machado: voz

Jardel Martins Paisante: guitarra

Ahrue Luster: guitarra

Lázaro Pina: bajo

Dave Chavarri: batería 

Daniel Couto: Percusión

Omar Clavijo: teclados, programación, plataformas giratorias

Jamey Jasta: voz en "Turns to Gray".